# Sylvain Francisco
Sylvain Francisco (* 10. Oktober 1997 in Créteil) ist ein französischer Basketballspieler.

## Werdegang
Franciscos Eltern stammen aus Angola, die das Land aufgrund des Bürgerkriegs verließen. Er wuchs im Großraum Paris auf. Francisco, der acht Geschwister hat, spielte als Heranwachsender bei den Vereinen Paris Basket Racing, Villemomble und Saint-Etienne. 2014 ging er in die Vereinigten Staaten, spielte in der Saison 2014/15 für die Mannschaft des Elev8 Sports Instituts im Bundesstaat Florida. Im selben Bundesstaat war er 2015/16 Schüler und Basketballspieler an der Liberty Christian Preparatory School und 2016/17 an der West Oaks Academy in Orlando. Er erhielt Angebote namhafter US-Hochschulen, nahm zur Saison 2017/18 aber ein Vertragsangebot des französischen Erstligisten Boulogne-Levallois an.
Während der Sommerpause 2018 trennte er sich von Boulogne-Levallois, Francisco war dann mehrere Monate vereinslos, im Dezember 2018 stieß er zur Mannschaft Paris Basketball. Nach rund eineinhalb Jahren beim Zweitligisten wechselte er in der Sommerpause 2020 zu Chorale Roanne Basket in die erste Liga Frankreichs und überzeugte dort während der Saison 2020/21 mit 14,7 Punkten je Begegnung, des Weiteren erreichte er einen Mittelwert von 4,7 Korbvorlagen je Begegnung. Hernach wurde Francisco von Bàsquet Manresa aus der spanischen Liga ACB unter Vertrag genommen. Mit Manresa stand er im Mai 2022 im Endspiel der Champions League, das aber verloren wurde.
Zur Saison 2022/23 wechselte er zu GS Peristeri nach Griechenland. Mitte Juli 2023 wurde er vom FC Bayern München verpflichtet. Er gewann mit München in der Saison 2023/24 die deutsche Meisterschaft und den Pokalwettbewerb. Der Franzose verließ den FC Bayern im Sommer 2024 wieder und setzte seine Laufbahn bei der litauischen Spitzenmannschaft Žalgiris Kaunas fort. 2025 wurde er litauischer Meister.

### Nationalmannschaft
Das Angebot, für Angolas Nationalmannschaft zu spielen, lehnte Francisco ab. Mit Frankreich nahm er 2016 an der U20-Europameisterschaft teil. Im Februar 2022 wurde er von Frankreichs Nationaltrainer Vincent Collet erstmals in der Herrennationalmannschaft eingesetzt. 2023 stand er im Kader für die Weltmeisterschaft.

## Erfolge und Auszeichnungen
- All-ESAKE-Team: 2023
- Deutscher Meister: 2024
- Deutscher Pokalsieger: 2024
- Litauischer Meister: 2025